# (3502) Huangpu
(3502) Huangpu est un astéroïde de la ceinture principale.

## Description
(3502) Huangpu est un astéroïde de la ceinture principale. Il fut découvert le 9 octobre 1964 à Nanking par l'observatoire de la Montagne Pourpre. Il présente une orbite caractérisée par un demi-grand axe de 3,13 UA, une excentricité de 0,18 et une inclinaison de 2,8° par rapport à l'écliptique.

## Compléments